# Сечин (Перу)

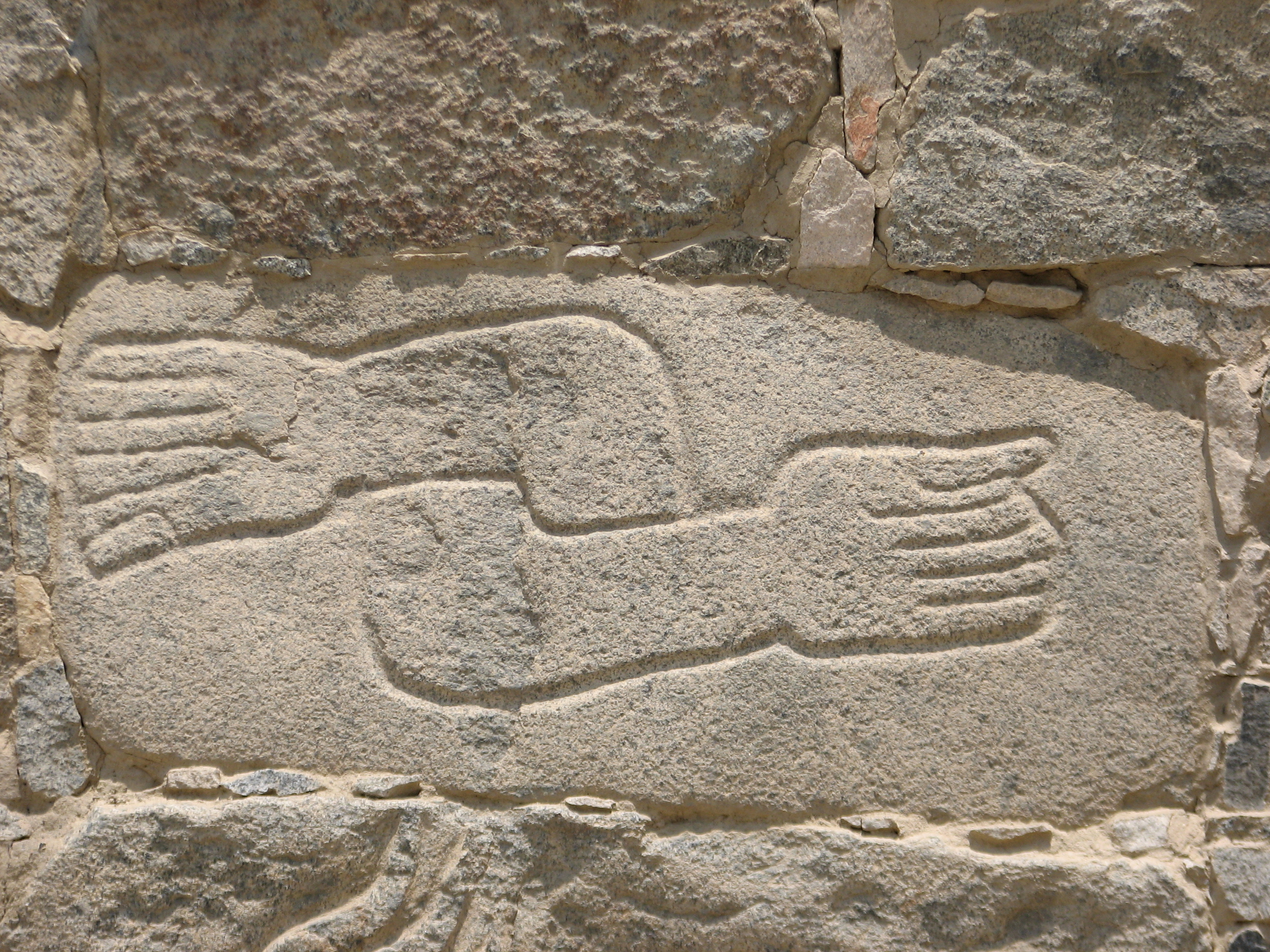
Рельеф из Сечина

Сечи́н (исп. Sechín) — археологическая зона в Перу, департамент Анкаш, провинция Касма. Расположена на высоте 90 м над уровнем моря, в 5 км от города Касма, столицы провинции. Памятник открыл перуанский археолог Хулио Сесар Тельо в 1937 году.
Хотя зона раскопок занимает около 5 га, монументы сосредоточены на площади не более 1 га. Их всего шесть: Главное здание — сооружение из конических адобов (кирпичей из глины-сырца), глинобитный храм, платформы Хулио Сесара Тельо и Рафаэлья Ларко, Здание A и Здание C.
Главное здание — прямоугольное, по периметру его расположена стена из каменных монолитов с выгравированными изображениями, внутри которой находится глинобитное здание предыдущей эпохи.
Персонажи, изображённые на монолитах, можно подразделить на две группы: воины или жрецы с оружием или скипетром, а также разрубленные или распиленные жертвы и их останки (в основном головы, конечности, глаза, уши, внутренности и кости). Все наружные изображения представляют людей, а изображения богов или животных отсутствуют. Имеются и предметы: вход фланкируют изображения вертикально поставленных пил с наборными лезвиями.
Внутри здания находится парная цветная фреска с неким когтистым чудовищем, а на фресках другого здания имеются изображения больших рыб и птиц.